# 古鐵雷斯 (昆迪納馬卡省)

古鐵雷斯（西班牙語：Gutiérrez）是哥倫比亞的城鎮，位於該國中部，由昆迪納馬卡省負責管轄，距離首府波哥大75公里，始建於1868年，面積527平方公里，海拔高度2,659米，2005年人口3,403。
4°15′N 74°00′W / 4.250°N 74.000°W